# ノースロップ・フライ
ノースロップ・フライ（Herman Northrop Frye, CC, FRSC, 1912年7月14日 – 1991年1月23日）は、カナダの文芸評論家。20世紀で最も影響力をもった文学理論家のひとりである。
最初の著書 Fearful Symmetry (en) （1947年）でウィリアム・ブレイクの詩を論じ、一世を風靡した。その後も文芸批評理論を中心に功績をあげ、世界的に不動の名声を得た。著書『批評の解剖』（1957年）は20世紀に出版された文学理論書の中では最重要文献に数えられる。米国の批評家ハロルド・ブルーム曰く、フライは『批評の解剖』で当代一流の西洋文学者としての地位を確立した。文化批評、社会批評の分野で長年にわたり貢献したフライの名はあまねく知れ渡り、多数の受賞歴を誇る。

## 来歴・人物
ケベック州シェルブルックに生まれ、ニューブランズウィック州モンクトンに育つ。父はハーマン・エドワード・フライ、母はキャサリン・モード・ハワード。1929年、トロントを訪れ、全国タイピング大会に出場。同年トロント大学ヴィクトリア・カレッジに入学し、哲学と英文学を専攻、1932年卒業、カナダ合同教会の神学校エマニュエル・カレッジに入学、見習い牧師としてサスカチュワン州への訪問期間を経て、1936年卒業、牧師の資格を得る。同年オックスフォード大学マートン・カレッジに入学、1939年卒業、トロント大学ヴィクトリア・カレッジ講師、1942年助教授、1946年準教授、1947年教授、1952年英文科主任、1959年学寮長、1967年学寮長辞任。

### 功績
ウィリアム・ブレイクの預言的な詩は長らく理解されず、ときには妄想的な戯言とみなされていた。フライは、ここに失楽園と聖書に由来する隠喩の体系を見出し評価した（著書 Fearful Symmetry 恐るべき均整）。フライが文学研究に与えた影響は大きく、特にハロルド・ブルームとマーガレット・アトウッドに強く影響した。

### 家族
1937年、教育者・編集者・芸術家のヘレン・ケンプと結婚したが、ヘレンは1986年に死去。1988年エリザベス・ブラウンと再婚。1991年、フライはガンで死去、トロントのマウント・プレザント墓地に埋葬された。

## 著書
- 1947 Fearful Symmetry
- 1957 Anatomy of Criticism 『批評の解剖』 海老根宏・出淵博・山内久明・中村健二訳 法政大学出版局（叢書・ウニベルシタス） 1980
- 1963 The Educated Imagination 『教養のための想像力』江河徹・前田昌彦訳 太陽社 1969
- 1963 Fables of Identity 『同一性の寓話 詩的神話学の研究』駒沢大学N.フライ研究会訳 法政大学出版局（叢書・ウニベルシタス） 1983
- 1963 T.S. Eliot 『T.S.エリオット』遠藤光訳 清水弘文堂 1981
- 1963 The Well-Tempered Critic 『よい批評家 : 文芸批評の平均率法』渡辺美智子訳 八潮出版社 1980
- 1965 A Natural Perspective: The Development of Shakespearean Comedy and Romance 『シェイクスピア喜劇とロマンスの発展』石原孝哉・市川仁訳 三修社 1987
- 1965 The Return of Eden: Five Essays on Milton's Epics
- 1967 Fools of Time: Studies in Shakespearean Tragedy 『時の道化たち : シェイクスピア悲劇の研究』渡辺美智子訳 八潮出版社 1986
- 1967 The Modern Century 『現代文化の100年』海老根宏訳 音羽書房 1971
- 1968 A Study of English Romanticism 『イギリス・ロマン主義の神話』渡辺美智子訳 八潮出版社 1985
- 1970 The Stubborn Structure: Essays on Criticism and Society
- 1971 The Bush Garden: Essays on the Canadian Imagination
- 1971 The Critical Path: An Essay on the Social Context of Literary Criticism 『批評の途』道家弘一郎訳 研究社 1974
- 1976 The Secular Scripture: A Study of the Structure of Romance 『世俗の聖典 ロマンスの構造』中村健二・真野泰訳 法政大学出版局（叢書・ウニベルシタス） 1999
- 1976 Spiritus Mundi: Essays on Literature, Myth, and Society
- 1978 Northrop Frye on Culture and Literature: A Collection of Review Essays
- 1980 Creation and Recreation
- 1982 Divisions on a Ground: Essays on Canadian Culture
- 1982 The Great Code: The Bible and Literature 『大いなる体系 聖書と文学』伊藤誓訳 法政大学出版局（叢書・ウニベルシタス） 1995
- 1983 The Myth of Deliverance: Reflections on Shakespeare's Problem Comedies
- 1985 Harper Handbook to Literature （共著）
- 1986 Northrop Frye on Shakespeare 『ノースロップ・フライのシェイクスピア講義』石原孝哉ほか訳 三修社 1991（改題改訂『シェイクスピアを読む』三修社 2001、改題『ノースロップ・フライのシェイクスピア講義』 三修社 2009）
- 1988 On Education
- 1990 Myth and Metaphor: Selected Essays 『神話とメタファー : エッセイ1974-1988』高柳俊一訳 法政大学出版局（叢書・ウニベルシタス） 2004
- 1991 The Double Vision of Language, Nature, Time, and God
- 1991 A World in a Grain of Sand: Twenty-Two Interviews with Northrop Frye
- 1992 Words with Power: Being a Second Study of The Bible and Literature 『力に満ちた言葉 隠喩としての文学と聖書』山形和美訳 法政大学出版局（叢書・ウニベルシタス） 2001
- 1993 The Eternal Act of Creation
- 1996- The Collected Works of Northrop Frye
- 2000 Northrop Frye on Religion

ほか編著多数

## 受賞歴

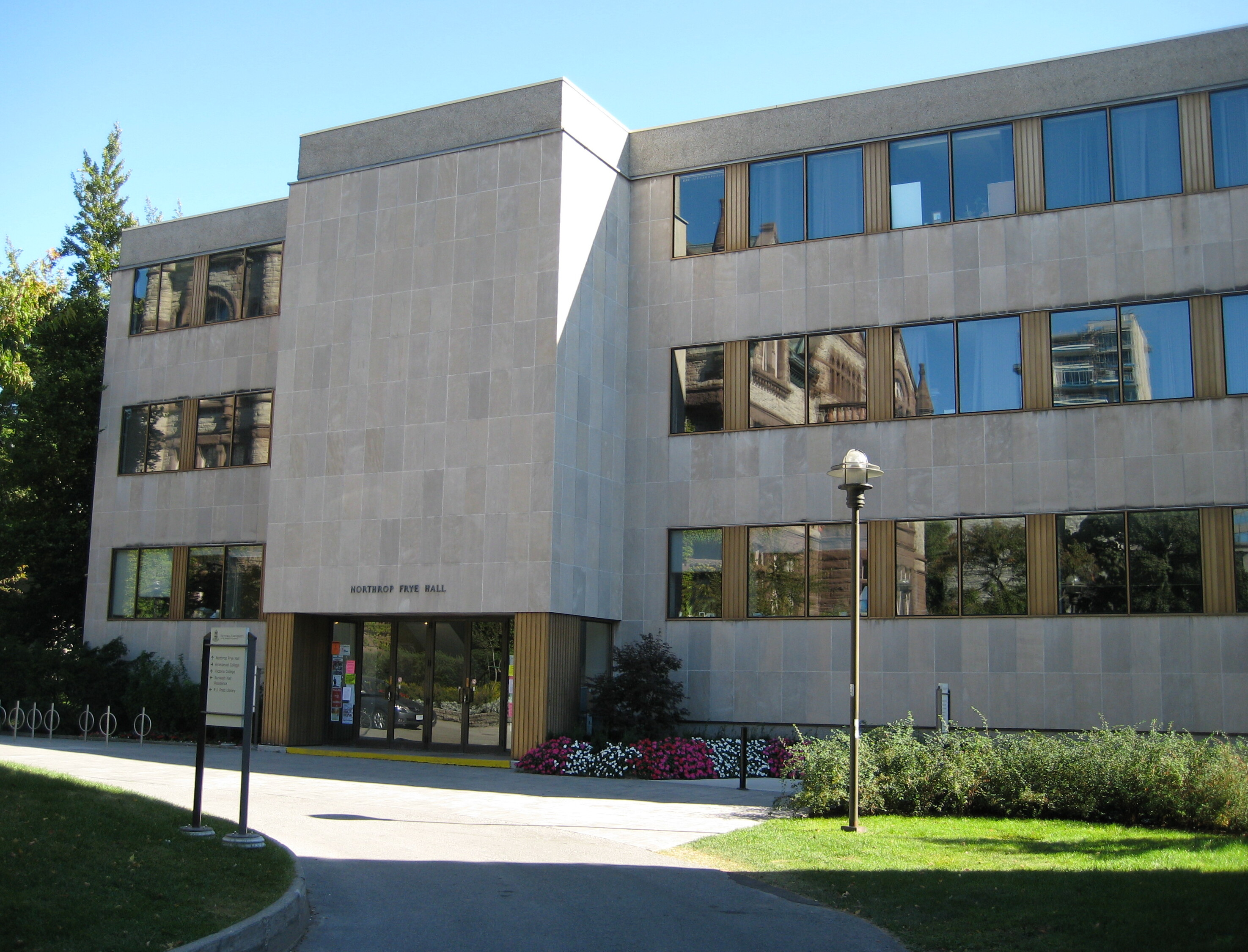
トロント大学ノースロップ・フライ・ホール

1951年カナダ王立協会会員、1958年同協会ローン・ピアス・メダル、1970年同協会ピエール・ショボー・メダル。1967年トロント大学英文学教授のポストに就任。1971年カナダ連邦政府文化機関モルソン賞、1978年ロイヤル銀行賞、1987年カナダの総督文学賞。そのほか以下の会員、名誉会員に選出された。
- 1969年 アメリカ芸術科学アカデミー
- 1974年 オックスフォード大学マートン・カレッジ
- 1975年 英国学士院
- 1976年 米国哲学会
- 1981年 米国藝術院[6]

1972年カナダ勲章。2000年にはカナダ政府によって記念切手に肖像が使われた。長く教壇に立ったトロント大学には、フライの名を冠したノースロップ・フライ・センターが設置されている。